# 원 데이 원 코크
원 데이 원 코크는 미국, 유럽을 중심으로 활동하는 대한민국의 음악 그룹이다.

## 방송
- WET! (2023)

## 음반
- Kawaii_Compilation Vol.2 (2017)
- momo (2017)
- UNFRAME SEOUL TAKE #1 (2017)
- 腦 (noe) (2018)
- CHELLA RIDE (2019)
- Elevate (2021)
- Open The Club (2021)
- WDJF 2021 Compilation Album Vol. 2 (2022)
- WDJF 2021 Compilation Album Final Edition (2022)
- Second Run (2022)

## 공연
- 인제 오리지널스 캠핑 페스티벌 (2023)